# Champú
El champú (del inglés shampoo /ʃæmˈpuː/, del hindi चाँपो chāmpo /tʃãːpoː/) es un producto que se utiliza para la limpieza y cuidado del pelo o cabello. El objetivo de utilizar el champú es eliminar la acumulación no deseada de sebo para hacer el pelo manejable.[cita requerida]

## Etimología
La palabra champú deriva del inglés shampoo, palabra que data de 1762, y significaba "masajear". Esta palabra es un préstamo del Anglo-Indio shampoo, y esta a su vez del Hindi chāmpo (चाँपो [tʃãːpoː]), imperativo de champna, "presionar, amasar los músculos, masajear".[cita requerida]
La forma híbrida "shampú" es incorrecta ya que el dígrafo "sh" y su respectivo fonema es ajeno al sistema grafofonólogico del español.

## Historia
El término y el servicio fueron introducidos en el Reino Unido por Sake Dean Mahomed, inmigrante de la India, que abrió unos baños de "shampoo" conocidos como Mahomed's Indian Vapour Baths (Baños Indios de Vapor de Mahomed) en Brighton en 1759. Estos baños eran similares a los baños turcos, pero los clientes recibían un tratamiento indio de champú
 (masaje capilar terapéutico). Sus servicios eran muy apreciados, y Mahomed recibió el alto honor de ser nombrado "Cirujano de champú" para los reyes Jorge IV y Guillermo IV.
En los primeros tiempos los peluqueros ingleses hervían jabón en agua y añadían hierbas aromáticas para dar brillo y fragancia al pelo. Kasey Hebert fue el primer fabricante conocido de champú, y su origen aún se atribuye a él. Hebert vendió su primer champú, con el nombre de Shaempoo en las calles de Londres.
Originalmente, el jabón y el champú eran productos muy similares; ambos estaban compuestos por sales de ácidos grasos el tipo de tensoactivo más usado en la antigüedad. Más tarde, las sales de sodio y potasio de los ácidos grasos que constituyen los jabones, fueron sustituidos por detergentes sínteticos. El champú moderno, tal como se lo conoce en la actualidad, fue introducido por primera vez en la década de 1930 con "Drene", el primer champú sintético (no jabonoso).
Desde el pasado hasta la actualidad, los hindúes han usado diferentes fórmulas de champús, usando hierbas como neem, shikakai o nuezjabón, henna, bael, brahmi, fenogreco, aloe, suero de mantequilla, amla y almendra en combinación con algunos componentes aromáticos como madera de sándalo, jazmín, cúrcuma, rosa y almizcle.

## Función
El champú limpia separando el sebo del cabello. El sebo es un aceite segregado por las glándulas sebáceas, que a su vez es expulsado al exterior mediante los folículos pilosos (invaginaciones en la dermis). El sebo es fácilmente absorbido por los cabellos formando una capa  protectora. El sebo protege de daños externos la estructura proteínica del cabello, pero tiene un coste asociado: el sebo tiende a atrapar la suciedad, las escamas del cuero cabelludo (caspa) y los productos que se suelen añadir al cabello (perfumes, fijadores, geles, etc). Los surfactantes del champú separan el sebo de los cabellos, arrastrando la suciedad con él.
Aunque tanto el jabón como el champú contienen surfactantes, el jabón se mezcla con la grasa con demasiada afinidad, de manera que si se usa para lavar el cabello elimina demasiado sebo. El champú usa surfactantes más equilibrados para no eliminar demasiado sebo.
El mecanismo químico que hace funcionar el champú es el mismo que el del jabón. El cabello sano tiene una superficie hidrofóbica a la que se adhieren los lípidos, pero que repele el agua. La grasa no es arrastrada por el agua, por lo que no se puede lavar el cabello solo con agua. Cuando se aplica champú al cabello húmedo, es absorbido en la superficie entre el cabello y el sebo. Los surfactantes aniónicos reducen la tensión de superficie y favorecen la separación del sebo del cabello. La materia grasa (apolar) se emulsiona con el champú y el agua, y es arrastrada en el aclarado.[cita requerida]

## Composición
Las formulaciones de champú buscan maximizar las siguientes cualidades:
- Fácil enjuague
- Buen acabado después del lavado del cabello
- Irritación mínima de piel/ojos
- No dañar el cabello
- Baja toxicidad
- Buena biodegradabilidad
- pH ligeramente ácido, ya que un ambiente básico debilita el cabello rompiendo los enlaces de disulfuro de la queratina del cabello. Este efecto se consigue añadiendo pequeñas escamas de diversos materiales, por ejemplo, diestearato de glicol (una cera).

### Tensoactivos
Los tensoactivos -también conocidos como surfactantes- disminuyen la tensión superficial de un líquido, permitiendo esparcirlo más fácilmente o combinarlo con compuestos con los que nos es compatible. El caso más común es el agua, que con la ayuda de tensoactivos puede suspender aceites formando emulsiones. En el caso del champú, los tensoactivos que contiene permiten emulsionar las grasas del cuero cabelludo en el agua del baño. 
La palabra surfactante es un anglicismo de la palabra surfactant que a su vez proviene de "Surface active agent" (agente activo superficial).[cita requerida]
Los principales tensoactivos usados en la elaboración de champú, son:

## Demandas del ingrediente
En Estados Unidos, la Administración de Alimentos y Medicamentos (FDA) ordena que los contenedores de champú enlisten exactamente los ingredientes. El gobierno regula qué fabricantes de champús pueden y no pueden demandar como un beneficio asociado cualquiera. A menudo los fabricantes de champú usan estas regulaciones para combatir las demandas de comercialización hechas por sus competidores, ayudando a reforzar estas regulaciones. Mientras las demandas pueden ser verificadas sin embargo, los métodos de prueba y los detalles de tales demandas no son tan directas. Por ejemplo, muchos productos pretenden proteger el cabello del daño dado por la radiación ultravioleta, mientras que los ingredientes responsables de bloquear la radiación no están presentes en una alta concentración como para ser lo suficientemente efectivos.[cita requerida]

### Vitaminas
La efectividad de las vitaminas, los aminoácidos y de las provitaminas en el champú es algo muy controvertido. Las vitaminas y los aminoácidos son los componentes básicos de las proteínas y de las enzimas de nuestro cuerpo. Son sustancias que nuestro cuerpo es incapaz de sintetizar desde otras sustancias. Mientras que las vitaminas podrían ingresar a las células a través de la piel, los aminoácidos y las proteínas son moléculas demasiado grandes como para ingresar a las células desde fuera de la corriente sanguínea y además no pueden tener efecto sobre el tejido muerto. Las proteínas se construyen con aminoácidos siguiendo las indicaciones del RNA dentro de la célula. Una hebra de cabello es una cadena de largas proteínas que se agregan continuamente en la raíz de la hebra. La única forma en que un aminoácido sea de utilidad es que se ligue a otros aminoácidos en una forma específica dentro de una célula viva. El cabello no está vivo y por lo tanto no hay posibilidad de que un aminoácido o una proteína tengan un efecto permanente sobre la salud de la hebra de cabello.[cita requerida]
El caso de las vitaminas no se comprende del todo. Algunos han demostrado una efectividad moderada al mejorar la salud de la piel , pero la mejora del cabello es consecuencia de la mejora de la piel provocado por el efecto de las vitaminas sobre las células vivas debajo de la epidermis. Como consecuencia las vitaminas y minerales que mejoran la piel podrían mejorar la salud del cabello al mejorar el crecimiento del nuevo cabello, pero el beneficio al cabello existente es insubstancial. Sin embargo las propiedades físicas de ciertas vitaminas (como el aceite de vitamina E o pantenol) podrían tener un efecto cosmético sobre la masa de cabello pero sin ningún tipo de bioactividad.

## Champús específicos

### Anticaspa
Las compañías de cosméticos han desarrollado champús para aquellos que tienen caspa. Estos contienen fungicidas como piritiona de zinc y sulfito de selenio que ayudan a reducir la caspa Malassezia furfur. El alquitrán y el aalicilato y sus derivados son usados también a menudo. Otro agente activo lo constituye el ketoconazol, poderoso antimicótico.[cita requerida]

### Completamente naturales
Algunas compañías usan los términos de «naturales», «orgánicos» o «botánicos» para todos o algunos de sus ingredientes (como extractos de plantas y minerales), la mayoría de las veces mezclándolos con un surfactante común. Son fáciles y económicos de hacer. Hay diferentes vídeos sobre cómo hacer un champú casero, y en su gran mayoría son fabricados con ingredientes básicos y fáciles de encontrar.[cita requerida]

### Neutros o de uso diario
Estos champús tienen un valor en la escala de pH de 5'5, el mismo que la piel, por eso no son tan agresivos como los demás y pueden utilizarse diariamente.[cita requerida]

### Para bebés
El champú para bebés está formulado para que sea menos irritante para los ojos. Muchos de ellos no contienen lauret sulfato de sodio y/o lauril sulfato de sodio, el surfactante más suave de la familia de los sulfatos.
Alternativamente, el champú para bebés podría formularse usando otras clases de surfactantes, especialmente los no iónicos, los cuales son mucho más suaves que cualquiera de los aniónicos usados.[cita requerida]

### Para animales
El champú para animales (como por ejemplo los perros o gatos) debe estar especialmente formulado para ellos, ya que su piel tiene menos capas de células que la piel humana. La piel de gatos tiene 2 o 3 capas, mientras que la de perros tiene de 3 a 5 capas. La piel humana, en contraste, tiene de 10 a 15 capas. Este es un claro ejemplo de porqué nunca se debería usar champú de bebes con gatos o perros.
El champú para animales podría contener insecticidas u otros componentes para el mantenimiento y tratamiento de la piel contra parásitos como la pulga o sarna. Es importante recordar que aunque muchos champús para personas son apropiados para uso animal, aquellos productos que contengan ingredientes activos como zinc en los anticaspa, son potencialmente tóxicos cuando son ingeridos en grandes cantidades por animales y habría que ser especialmente cuidadosos y evitar el uso de estos productos en animales.[cita requerida]

### Sólido

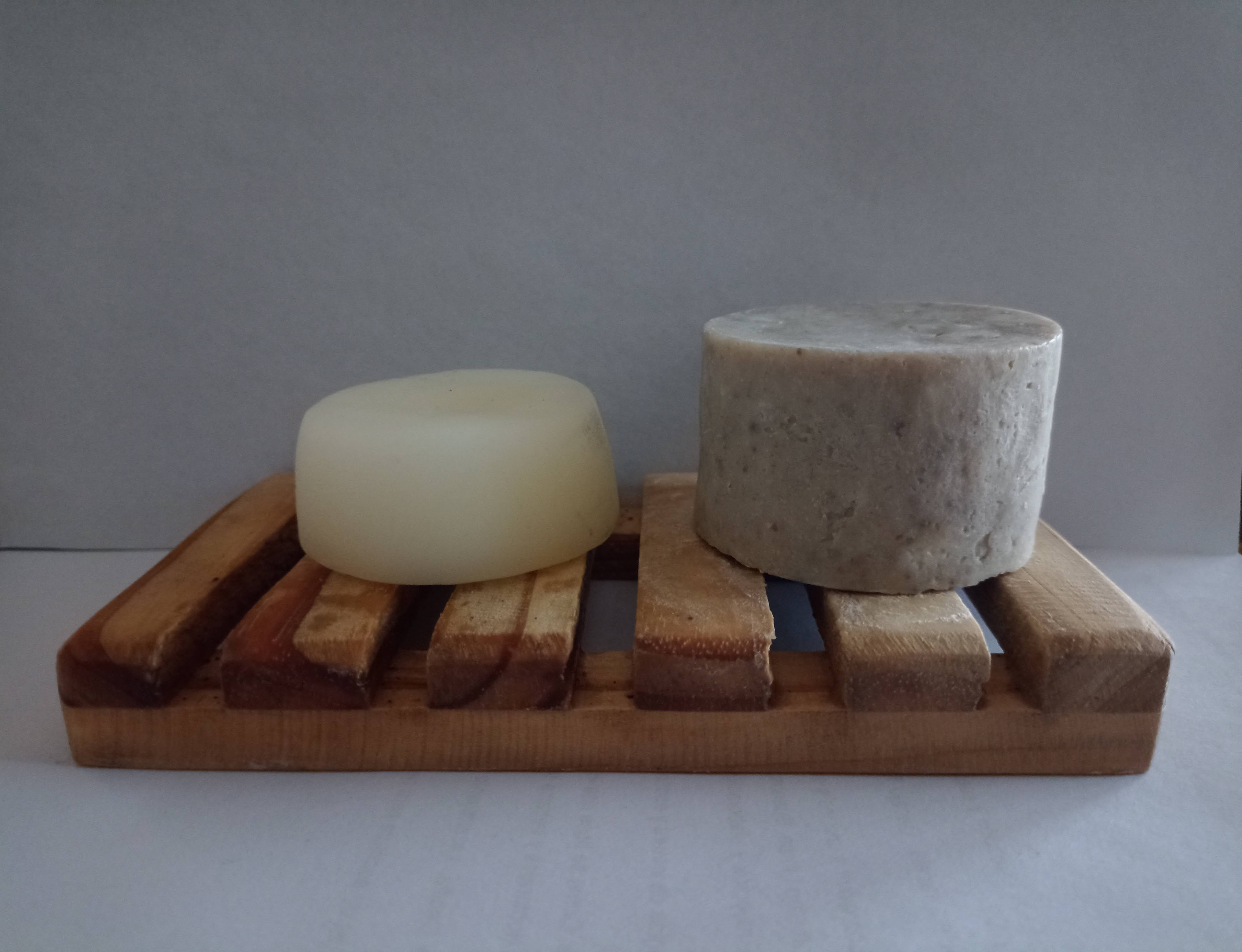
Crema de enjuague (izquierda) y champú (derecha) sólidos.

El champú está también disponible en forma sólida (pastilla), lo que permite frotarlo sobre el cabello. Esto tiene la ventaja de que sea más fácil de aplicar con menos gasto de producto, Esto sumado a que no necesita un empaque de plástico lo ha vuelto una alternativa sustentable.
La mayoría de los champús en sus etiquetas especifican para cada tipo de cabello:
- Humectantes para cabello seco.
- Con microesponjas absorbentes para cabello graso.
- Balanceado para cabello normal

## Champús tradicionales

### Indonesia
Los primeros champús usados en Indonesia estaban hechos de cáscara y paja de arroz. Las cáscaras y pajas son quemadas hasta ser cenizas, y las cenizas (que tienen propiedades alcalinas) son mezcladas con agua para formar espuma. Las cenizas y la espuma eran restregados en el cabello y luego lavado, dejando el cabello limpio, pero muy seco. Después del champú, los indonesios aplican aceite de coco para rehumedecer el cabello.